# Federico Cristiano di Schaumburg-Lippe
Federico Cristiano di Schaumburg-Lippe (Bückeburg, 16 agosto 1655 – Bückeburg, 13 giugno 1728) fu il secondo sovrano della contea di Schaumburg-Lippe.

## Biografia
Nacque a Bückeburg, figlio di Filippo I di Schaumburg-Lippe e della langravia Sofia di Assia-Kassel (1615-1670).
Succedette al padre come conte dopo la sua morte il 10 aprile 1681 e regnò come conte sino alla sua morte a Bückeburg, quando gli succedette il figlio Alberto Volfango.

## Matrimonio e figli
Si sposò in prime nozze il 4 gennaio 1691 a Langenburg con la contessa Giovanna Sofia di Hohenlohe-Langenburg (1673-1743), dalla quale ebbe i seguenti eredi:
- Federico Augusto (1693-1694)
- Guglielmo Luigi (nato e morto nel 1695)
- Sofia Carlotta (1696-1697)
- Filippo (1697-1698)
- Alberto Volfango di Schaumburg-Lippe (1699-1748), sposò la contessa Margherita Gertrude di Oeynhausen
- Federico Luigi (1702-1776), senza eredi

Nel 1723 divorziò dalla prima moglie e sposò in seconde nozze, Maria Anna von Gall il 3 dicembre 1725 a Bressanone, dalla quale però non ebbe figli.

## Ascendenza
|                                        |                             |                                            | Genitori                          |  |  | Nonni |  |  | Bisnonni               |  |  | Trisnonni         |  |
|                                        |                             |                                            |                                   |  |  |       |  |  | Bernardo VIII di Lippe |  |  | Simone V di Lippe |  |
|                                        |                             |                                            |                                   |  |  |       |  |  | Bernardo VIII di Lippe |  |  | Simone V di Lippe |  |
|                                        |                             | Maddalena di Mansfeld-Mittelort            |                                   |  |  |       |  |  | Bernardo VIII di Lippe |  |  |                   |  |
| Simone VI di Lippe                     |                             |                                            |                                   |  |  |       |  |  | Bernardo VIII di Lippe |  |  |                   |  |
|                                        |                             | Caterina di Waldeck-Eisenberg              | Filippo III di Waldeck            |  |  |       |  |  |                        |  |  |                   |  |
|                                        |                             | Caterina di Waldeck-Eisenberg              | Filippo III di Waldeck            |  |  |       |  |  |                        |  |  |                   |  |
|                                        |                             | Caterina di Waldeck-Eisenberg              | Anna di Kleve                     |  |  |       |  |  |                        |  |  |                   |  |
| Filippo I di Schaumburg-Lippe          |                             | Caterina di Waldeck-Eisenberg              |                                   |  |  |       |  |  |                        |  |  |                   |  |
|                                        |                             | Ottone IV di Schaumburg-Holstein-Pinneberg | …                                 |  |  |       |  |  |                        |  |  |                   |  |
|                                        |                             | Ottone IV di Schaumburg-Holstein-Pinneberg | …                                 |  |  |       |  |  |                        |  |  |                   |  |
|                                        |                             | Ottone IV di Schaumburg-Holstein-Pinneberg | …                                 |  |  |       |  |  |                        |  |  |                   |  |
| Elisabetta di Holstein-Schaumburg      |                             | Ottone IV di Schaumburg-Holstein-Pinneberg |                                   |  |  |       |  |  |                        |  |  |                   |  |
|                                        |                             | …                                          | …                                 |  |  |       |  |  |                        |  |  |                   |  |
|                                        |                             | …                                          | …                                 |  |  |       |  |  |                        |  |  |                   |  |
|                                        |                             | …                                          | …                                 |  |  |       |  |  |                        |  |  |                   |  |
| Federico Cristiano di Schaumburg-Lippe |                             | …                                          |                                   |  |  |       |  |  |                        |  |  |                   |  |
|                                        | Guglielmo IV d'Assia-Kassel | Filippo I d'Assia-Kassel                   |                                   |  |  |       |  |  |                        |  |  |                   |  |
|                                        | Guglielmo IV d'Assia-Kassel | Filippo I d'Assia-Kassel                   |                                   |  |  |       |  |  |                        |  |  |                   |  |
|                                        | Guglielmo IV d'Assia-Kassel | Cristina di Sassonia                       |                                   |  |  |       |  |  |                        |  |  |                   |  |
| Maurizio d'Assia-Kassel                | Guglielmo IV d'Assia-Kassel |                                            |                                   |  |  |       |  |  |                        |  |  |                   |  |
|                                        |                             | Sabina di Württemberg                      | Cristoforo di Württemberg         |  |  |       |  |  |                        |  |  |                   |  |
|                                        |                             | Sabina di Württemberg                      | Cristoforo di Württemberg         |  |  |       |  |  |                        |  |  |                   |  |
|                                        |                             | Sabina di Württemberg                      | Anna Maria di Brandeburgo-Ansbach |  |  |       |  |  |                        |  |  |                   |  |
| Sofia d'Assia-Kassel                   |                             | Sabina di Württemberg                      |                                   |  |  |       |  |  |                        |  |  |                   |  |
|                                        |                             | Giovanni VII di Nassau-Siegen              | Giovanni VI di Nassau-Dillenburg  |  |  |       |  |  |                        |  |  |                   |  |
|                                        |                             | Giovanni VII di Nassau-Siegen              | Giovanni VI di Nassau-Dillenburg  |  |  |       |  |  |                        |  |  |                   |  |
|                                        |                             | Giovanni VII di Nassau-Siegen              | Elisabetta di Leuchtenberg        |  |  |       |  |  |                        |  |  |                   |  |
| Giuliana di Nassau-Dillenburg          |                             | Giovanni VII di Nassau-Siegen              |                                   |  |  |       |  |  |                        |  |  |                   |  |
|                                        |                             | Maddalena di Waldeck                       | Filippo IV di Waldeck             |  |  |       |  |  |                        |  |  |                   |  |
|                                        |                             | Maddalena di Waldeck                       | Filippo IV di Waldeck             |  |  |       |  |  |                        |  |  |                   |  |
|                                        |                             | Maddalena di Waldeck                       | Jutta di Isenburg                 |  |  |       |  |  |                        |  |  |                   |  |
|                                        |                             | Maddalena di Waldeck                       |                                   |  |  |       |  |  |                        |  |  |                   |  |